# Adina Fohlin
Adina Fohlin, född 20 december 1984, är en svensk fotomodell.
Fohlin har arbetat med reklamkampanjer för Apoliva, Gucci och Yves Saint Laurent samt gått visningar för bland andra Alexander McQueen, Armani, Burberry, Chanel, Christian Lacroix och Dior. Hon utsågs av tidningen Elle till årets modell 2003. Hon är dotter till skådespelaren Håkan Fohlin.
2009 medverkade Adina Fohlin i reklamen för Apoliva, som fick kritik för att den skrämde folk. Syftet med reklamen var att den skulle sticka ut och skilja sig från annan reklam för kosmetika. Reklamen har fått stor uppmärksamhet.